# グレグシュ・ヤーノシュ
グレグシュ・ヤーノシュ（Greguss János、ドイツ語名: Johann Baptist Gregosch、1838年5月3日 - 1892年5月31日）はハンガリーの画家である。風俗画や風景画を描いた。ハンガリー王立絵画学校の教師として多くの画家を育てた。

## 略歴
現在のスロバキアのブラチスラヴァに生まれた。ブダの工科大学、ウィーンの工科大学で学び、作家で教育家，政治家であったエトヴェシュ・ヨージェフ(Eötvös József)が創設した奨学金を得て、国外留学し、ミュンヘン美術院などで学んだ。帰国後、ハンガリー王立絵画学校（Magyar Királyi Mintarajztanoda és Rajztanárképezde:1871年創設、後のハンガリー美術大学:Magyar Képzőművészeti Egyetem）の教師に任命された。ヤーノシュが教えた学生にはフェーニェシュ・アドルフ(Fényes Adolf: 1867-1945)やマールク・ラヨシュ(Márk Lajos: 1867-1942)やトルニャイ・ヤーノシュ(Tornyai János: 1869-1936)がいる。
画家としては、ハンガリーの人々の日常生活を描き、イラストレーターしては詩人、ペテーフィ・シャーンドルの作品の挿絵を描き、絵入り新聞「日曜新聞(Vasárnapi Ujság)」にしばしば挿絵を寄稿した。

### イラストレーション

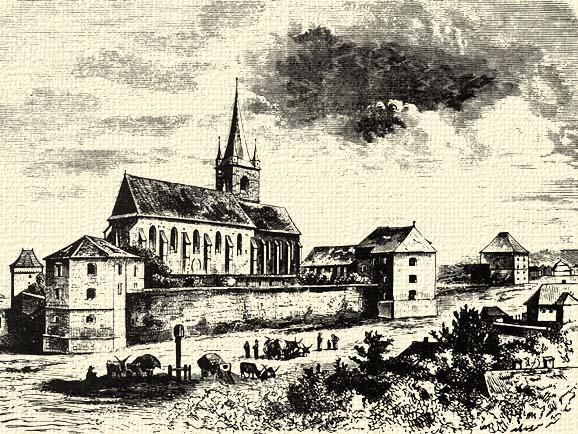
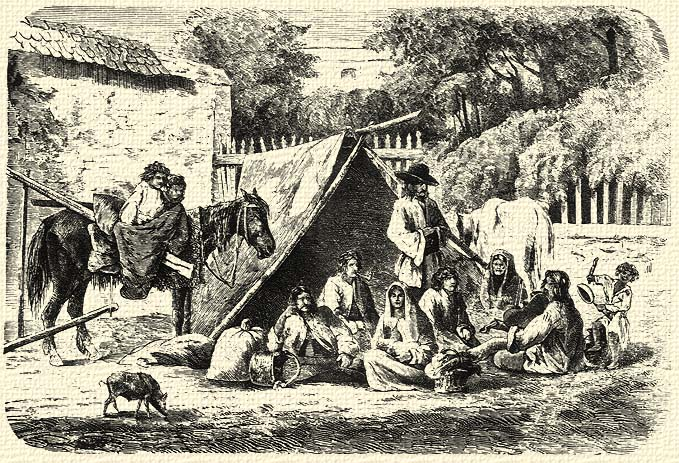
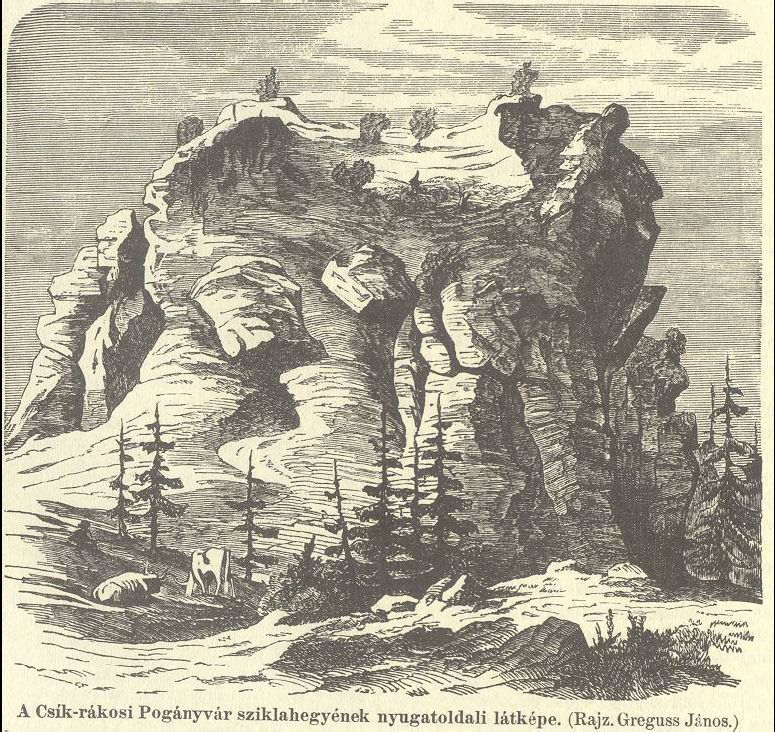
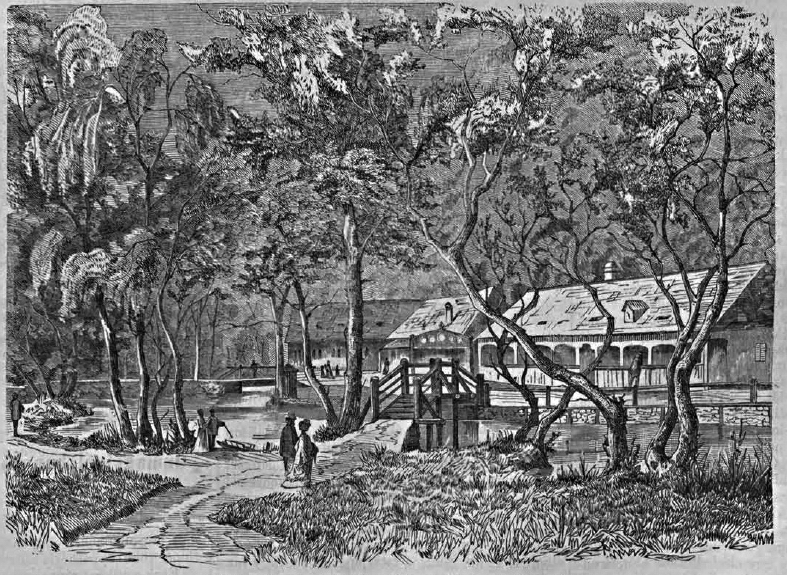

## 作品

### 油絵

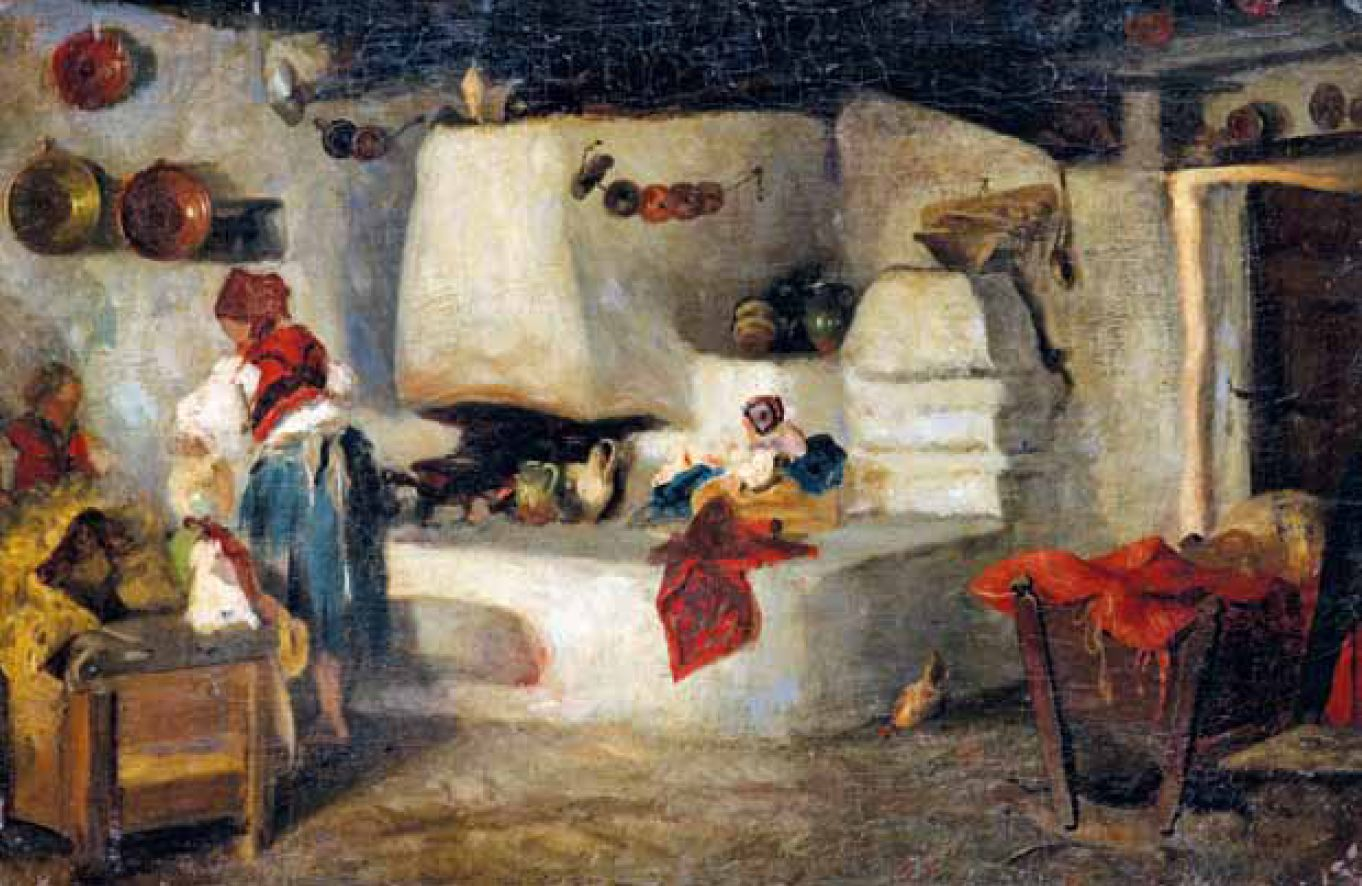
台所で (1860)
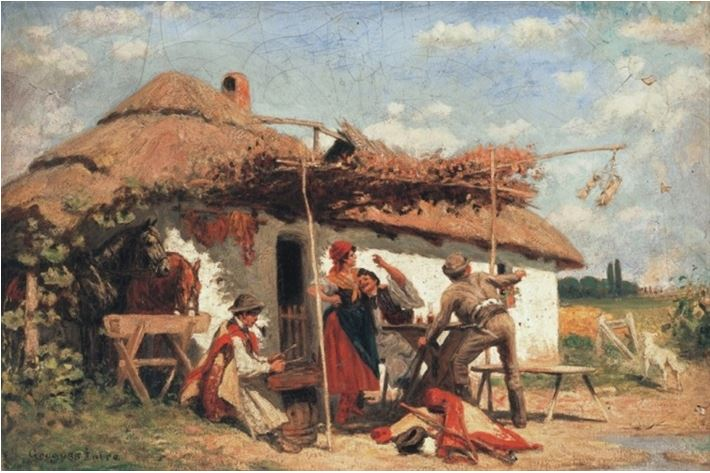
Having Fun
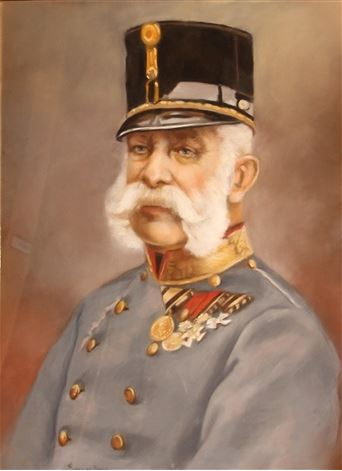
フランツ・ヨーゼフ1世